# Чергин, Виктор Степанович
Виктор Степанович Чергин (1921—1972) — гвардии младший лейтенант Советской Армии, участник Великой Отечественной войны, Герой Советского Союза (1944).

## Биография
Родился 26 апреля 1921 года в селе Маминское Екатеринбургского уезда Екатеринбургской губернии (ныне — Каменский городской округ Свердловской области). После окончания семи классов школы проживал и работал в Свердловске.
В октябре 1942 года призван на службу в Рабоче-крестьянскую Красную армию. С февраля 1943 года — на фронтах Великой Отечественной войны.
К марту 1944 года гвардии младший сержант Виктор Чергин командовал отделением роты автоматчиков 69-го гвардейского танкового полка (21-й гвардейской механизированной бригады, 8-го гвардейского механизированного корпуса, 1-й танковой армии, 1-го Украинского фронта). Отличился во время форсирования Днестра. 24 марта 1944 года отделение Чергина одним из первых переправилось через Днестр в районе села Устечко, Тернопольской области, Украинской ССР и разгромило немецкую батарею миномётов, после чего перерезало пути отхода немецкой автоколонне.
Указом Президиума Верховного Совета СССР от 26 апреля 1944 года за «мужество и героизм, проявленные при форсировании Днестра и в боях на захваченном плацдарме», гвардии младший сержант Виктор Чергин был удостоен высокого звания Героя Советского Союза с вручением ордена Ленина и медали «Золотая Звезда» за номером 2422.
Также был награждён орденом Красной Звезды (30.09.1944) и рядом медалей, в том числе «За боевые заслуги» (30.01.1944).
В 1945 году окончил Ульяновское танковое училище. В 1946 году в звании гвардии младшего лейтенанта уволен в запас.
Проживал в Свердловске, работал мастером на Уралмашзаводе.
Умер 24 января 1972 года, похоронен на Широкореченском кладбище Екатеринбурга.